# Championnat d'Amérique du Sud féminin de volley-ball 2009
Navigation
Édition précédente Édition suivante
Le 28e championnat d'Amérique du Sud de volley-ball féminin s'est déroulé du 30 septembre 2009 au 4 octobre 2009 à Porto Alegre, Brésil. Il a mis aux prises les huit meilleures équipes continentales.

## Équipes présentes
- Argentine
- Brésil
- Chili
- Colombie
- Paraguay
- Pérou
- Uruguay
- Venezuela

## Classement final
| Place              | Équipe    |
| ------------------ | --------- |
| Médaille d'or      | Brésil    |
| Médaille d'argent  | Argentine |
| Médaille de bronze | Pérou     |
| 4                  | Colombie  |
| 5                  | Uruguay   |
| 6                  | Venezuela |
| 7                  | Chili     |
| 8                  | Paraguay  |

## Distinctions individuelles
- MVP :  Fabi
- Meilleure attaquante :  Leyla Chihuan
- Meilleure contreuse :  Carol Gattaz
- Meilleure serveuse :  Yael Castiglione
- Meilleure passeuse : Dani Lins
- Meilleure défenseure :  Marianela Robinet
- Meilleure réceptionneuse :  Fabi
- Meilleure libero :  Marianela Robinet